# Ardales

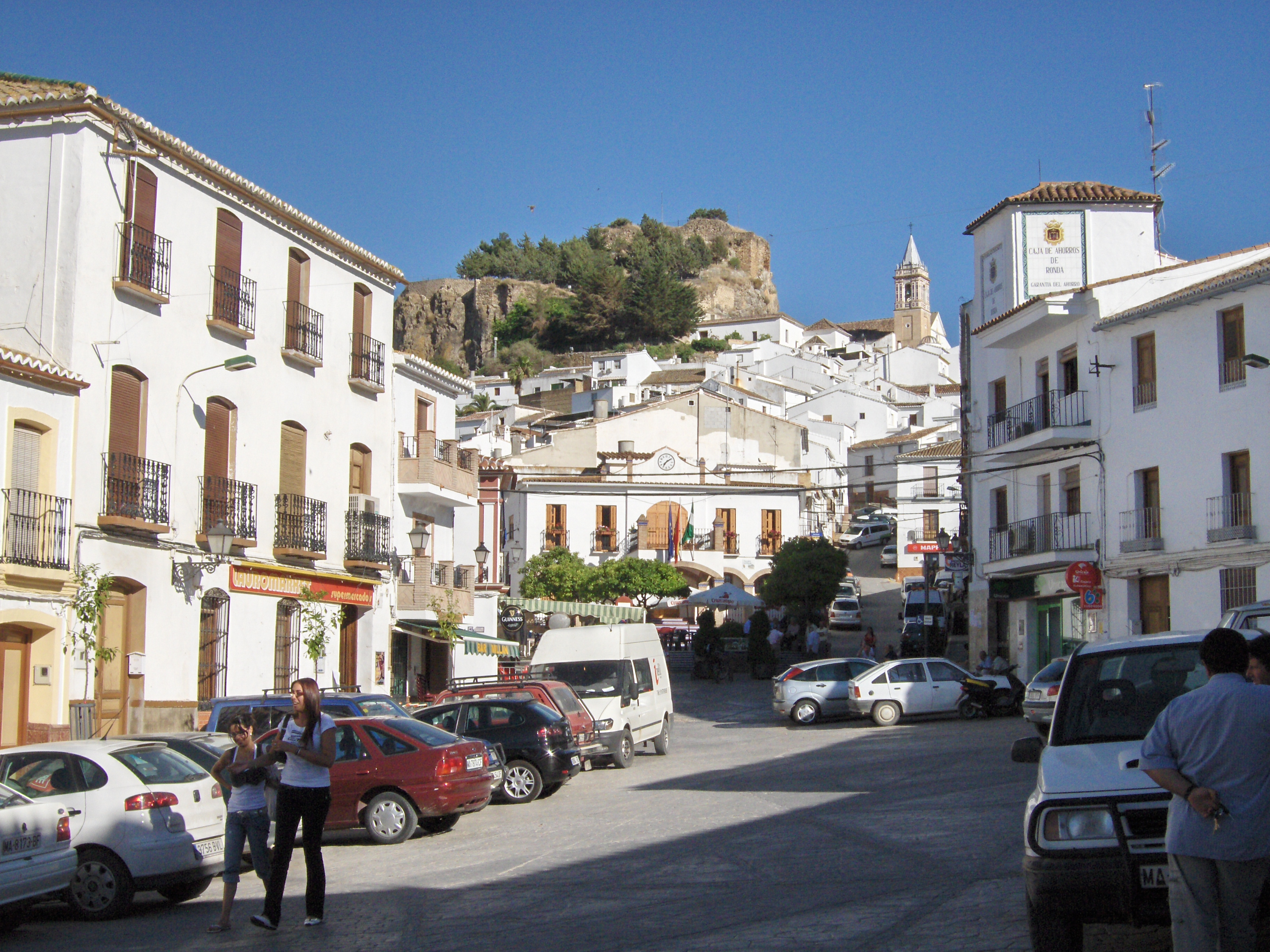
Ardales – Ort und Burg

Ardales ist ein südspanischer Ort und eine Gemeinde (municipio) mit 2.516 Einwohnern (Stand: 2024) in der Provinz Málaga in der Autonomen Region Andalusien. Der Ort zählt zu den „Weißen Dörfern“ (Pueblos Blancos) der Provinz Málaga. Der Ort fand Aufnahme in dem berühmten Städteatlas Civitates orbis terrarum von Braun und Hogenberg aus der Zeit um 1600.

## Lage und Klima
Der Ort Ardales liegt im Norden der Berglandschaft der Sierra de las Nieves, einem Teil der Betischen Kordillere, im Quellgebiet mehrerer Bäche (arroyos), deren Wasser über den nur etwa 500 m vom Ort entfernten Río Turón in den Río Guadalhorce fließen. Ardales befindet sich gut 52 km (Fahrtstrecke) nordwestlich der Provinzhauptstadt Málaga in einer Höhe von ca. 385 bis 425 m; die Stadt Marbella befindet sich ca. 62 km südlich. Das sowohl vom Atlantik als auch vom Mittelmeer beeinflusste Klima ist gemäßigt bis warm; der für südspanische Verhältnisse ergiebige Regen (ca. 660 mm/Jahr) fällt – mit Ausnahme der eher trockenen Sommermonate – verteilt übers ganze Jahr.

## Bevölkerungsentwicklung
| Jahr      | 1857  | 1900  | 1950  | 2000  | 2020  |
| Einwohner | 3.912 | 4.811 | 5.292 | 2.664 | 2.508 |

Die Mechanisierung der Landwirtschaft, die Aufgabe bäuerlicher Kleinbetriebe (Höfesterben) und der daraus resultierende Verlust von Arbeitsplätzen auf dem Lande haben seit den 1950er Jahren zu einem deutlichen Rückgang der Bevölkerungszahlen geführt (Landflucht).

## Wirtschaft
Die Menschen früherer Jahrhunderte lebten im Wesentlichen als Selbstversorger von der Landwirtschaft, zu der auch der Wein- und Olivenanbau sowie die Zucht von Schafen, Ziegen und Hühnern gehörte. Die Mauren legten Bewässerungskanäle an, von denen lange Zeit auch die Christen profitierten. Später ließen sich im Ort selbst auch Händler, Handwerker und Dienstleister aller Art nieder. Heute spielen der Anbau von Bohnen, Weizen und Oliven eine wichtige Rolle im Wirtschaftsleben der Gemeinde. In den Jahren 2009 bis 2013 wurden auf dem Cerro de la Higuera hinter dem Ort zwei Windparks in Betrieb genommen.

## Geschichte
Prähistorische Feuersteinwerkzeuge wurden auf dem Gemeindegebiet in großer Zahl gefunden; in der Höhle von Ardales finden sich die ältesten überlieferten Felsmalereien der Neandertaler. In iberischer und römischer Zeit war der Ort unter dem romanisierten Namen Turobriga bekannt; die Römer bauten eine Festung auf dem heutigen Burgfelsen. Im Zuge der Eroberung Andalusiens durch die Mauren im Jahr 711 kamen der Ort Ard-Allam und die gesamte Gegend unter islamische Herrschaft. Von ca. 880 bis 918 gehörte Ardales zum Herrschaftsgebiet des Rebellenführers Umar ibn Hafsun und wurde erst nach dessen Tod durch das Eingreifen des Emirs und späteren Kalifen Abd ar-Rahman III. wieder der Zentralmacht Córdobas unterstellt; die ehemalige Hauptstadt Bobastro war nur gut 12 km in nordöstlicher Richtung von Ardales entfernt. Am 24. März 1389 eroberte der Heerführer Juan Ramírez de Guzmán den Ort und sein Umland; König Heinrich III. von Kastilien ernannte ihn daraufhin zum Grundherrn (señor) des Gebietes. Um das Jahr 1610 wurden die letzten Muslime (moriscos) vertrieben. Im 19. Jahrhundert sorgte zunächst die französische Besetzung für Unruhe, später dann auch das sich entwickelnde Bandenunwesen.

## Sehenswürdigkeiten

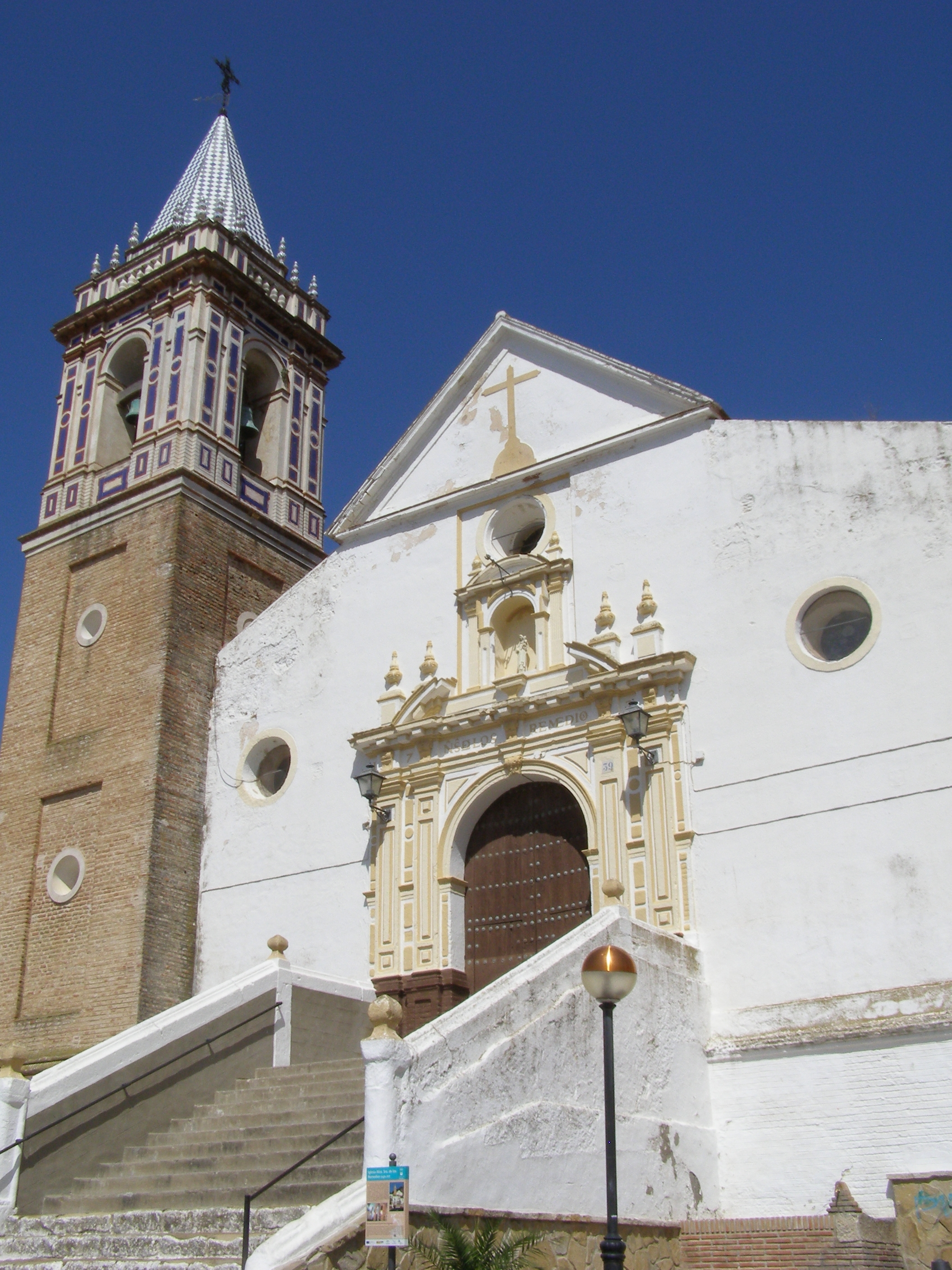
Ardales – Kirche

- Bedeutendste historische Sehenswürdigkeit ist die Ruine des den Ort überragenden Castillo de la Peña.[10]
- Die dreischiffige Iglesia de Nuestra Señora de los Remedios stammt ursprünglich vom Ende des 15. Jahrhunderts; das Eingangsportal ist nur über eine ca. 2 m hohe Treppe erreichbar. Zu Beginn des 18. Jahrhunderts wurde sie gründlich modernisiert; der in italienischen Stilformen aus Ziegelsteinen errichtete Glockenturm (campanario) wurde erst im Jahr 1775 angefügt. Das Mittelschiff der Kirche wird von einem imposanten Artesonado-Dachstuhl überspannt; die Seitenschiffe haben schräge Balkendecken.[11]
- Das barocke Kapuzinerkloster (Convento de los Capuchinos) entstand im 17. und 18. Jahrhundert.
- Die Ermita de la Encarnación („Einsiedelei der Fleischwerdung“) befindet sich unterhalb des Burgfelsens.
- Im Ort befinden sich das Museo de la Historia y las Tradiciones und das Centro de Interpretación de la Prehistoria de Ardales.

Umgebung
- Die Ruine des Castillo de Turón liegt ca. 4 km westlich des Ortes oberhalb des Río Turón; in der Nähe quert eine Steinbrücke (Puente Romano de la Molina) den Fluss.[12][13]
- Gut 4 km südöstlich des Ortes befinden sich mehrere Höhlen; neben der ca. 5 km vom Ort entfernten Cueva de la Calinoria befindet sich bei Ardales die Cueva de Ardales (auch Cueva de Doña Trinidad Grund genannt[14][15]), die einige der ältesten Felsmalereien enthält.[7][16]
- Ca. 10 km nördlich von Ardales beginnt der Wanderweg Caminito del Rey; nur wenig entfernt ist der Naturpark Desfiladero de los Gaitanes.[17]
- Die Ruinen von Bobastro sind nicht sehr aufschlussreich. In der Nähe befindet sich jedoch eine ruinierte Felsenkirche mit Hufeisenbögen der mozarabischen Architektur; ob diese noch zu Lebzeiten Umar ibn Hafsuns errichtet wurde, ist unklar.[18]